# Poljanski Lug
Poljanski Lug is een plaats in de gemeente Vrbovec in de Kroatische provincie Zagreb. De plaats telt 453 inwoners (2001).